# Legión de Hierro
La Legión de Hierro es una serie de armaduras especiales diseñadas por Iron Man que aparecen en los cómics estadounidenses publicados por Marvel Comics, usadas por el superhéroe Iron Man y otros.
La Legión de Hierro ha aparecido en varias adaptaciones de medios, incluidas series de televisión, películas y videojuegos.

## Historia ficticia
La primera versión era un equipo temporal formado por Happy Hogan, Michael O'Brien, Bethany Cabe, Eddie March y Clayton Wilson, liderados por Iron Man y Máquina de Guerra, para luchar contra el robot gigante Ultimo.
Una segunda versión es un equipo de trajes mecánicos impulsados por humanos utilizados por Arno Stark.

## En otros medios

### Televisión
La Legión de Hierro aparece en Avengers Assemble.Esta versión consta de las diversas armaduras de Iron Man, así como del Iron Patriot. La Legión de Hierro ha sido utilizada para ayudar a Los Vengadores por J.A.R.V.I.S. en "Exodus" y "The Final Showdown", y F.R.I.D.A.Y. en "World War Hulk". Sin embargo, M.O.D.O.K. ha secuestrado la interfaz de la Legión de Hierro para que Iron Skull ayude a la Camarilla en "Bring on the Bad Guys", así como por Ultron en "Avengers Disassembled" y "The Ultimates". En "New Year's Resolution", la Legión de Hierro se ha fusionado con el robot viajero en el tiempo de Kang el Conquistador, pero es destruida por Howard Stark.

### Marvel Cinematic Universe
La Legión de Hierro ha aparecido en Marvel Cinematic Universe (MCU):
- La primera versión aparece en Iron Man 3 (2013) como un conjunto de armaduras especializadas construidas para diversas situaciones que Tony Stark podría encontrar y que son pilotadas remotamente por J.A.R.V.I.S. La Legión de Hierro es usada por Stark contra los ejecutores Extremis de Aldrich Killian y finalmente la destruye para evitar fricciones entre él y Pepper Potts.[4]
- La segunda versión aparece en Avengers: Age of Ultron (2015) como un conjunto de drones. La Legión de Hierro inicialmente ayuda a los Vengadores con Hydra, pero luego es controlada brevemente por Ultron.
- Una variante de la línea de tiempo alternativa de la Legión de Hierro aparece en la serie animada de Disney+ What If...? episodio "¿Qué pasaria si... Happy Hogan salvara la Navidad?". La Legión de Hierro está controlada por Justin Hammer, quien intentó organizar un asedio a la Torre de los Vengadores.

### Videojuegos
- La Legión de Hierro aparece en Marvel: Avengers Alliance.
- La Legión de Hierro aparece en Marvel Super Hero Squad Online.
- La Legión de Hierro aparece en Lego Marvel Super Heroes 2, con la voz de Parry Shen.[5]